# 11528 Mie
11528 Mie è un asteroide della fascia principale. Scoperto nel 1991, presenta un'orbita caratterizzata da un semiasse maggiore pari a 2,6116615 UA e da un'eccentricità di 0,1614766, inclinata di 13,88639° rispetto all'eclittica.